# From Afar
From Afar – czwarta studyjna płyta viking metalowego zespołu Ensiferum. Płyta została wydana w 2009 roku.

## Lista utworów
1. "By the Diving Stream" - 3:50
2. "From Afar" – 4:51
3. "Twilight Tavern" – 5:38
4. "Heathen Throne" – 11:09
5. "Elusive Reaches" – 3:26
6. "Stone Cold Metal" – 7:25
7. "Smoking Ruins" – 6:40
8. "Tumman Virran Taa" – 0:52
9. "The Longest Journey (Heathen Throne Part II)" – 12:49
10. "Vandraren"(Nordman cover, bonus track, feat. Heri Joensen) – 3:41